# Islotes Roca
Los islotes Roca son un grupo de pequeñas islas e islotes rocosos situados entre los islotes Cruls y Anagrama, en el lado sur del pasaje Francés en el archipiélago Wilhelm, frente a la costa oeste de la península Antártica. Las islas Argentina se hallan 16 kilómetros al sudeste.
La isla mayor recibe el nombre de Locator.

## Historia y toponimia
Fueron descubiertas y cartografiadas por la Tercera Expedición Antártica Francesa de 1903-1905 y la Cuarta de 1908-1910, ambas al mando de Jean-Baptiste Charcot, quien las nombró en honor a Julio Argentino Roca, presidente de la Nación Argentina durante dos períodos (1880-1886 y 1898-1904).
Han figurado incorrectamente con el nombre de islotes Rocca en cartas náuticas chilenas y estadounidenses. El nombre Roca también fue incorrectamente aplicado a los islotes Anagrama en publicaciones argentinas y británicas.
En marzo de 1958, volvieron a ser cartografiadas por el British Antarctic Survey, desde el buque John Biscoe, con ayuda de fotografías aéreas del helicóptero del HMS Protector. Tras ese trabajo, el Comité de Topónimos Antárticos del Reino Unido identificó correctamente los islotes Roca, diferenciándolos de los islotes Anagrama.

## Reclamaciones territoriales
Argentina incluye las islas en el departamento Antártida Argentina dentro de la provincia de Tierra del Fuego, Antártida e Islas del Atlántico Sur; para Chile forman parte de la comuna Antártica de la provincia Antártica Chilena dentro de la Región de Magallanes y de la Antártica Chilena; y para el Reino Unido integran el Territorio Antártico Británico. Las tres reclamaciones están sujetas a las disposiciones del Tratado Antártico.
Nomenclatura de los países reclamantes: 
- Argentina: islotes Roca[5][6]
- Chile: islotes Roca[7]
- Reino Unido: Roca Islands[3]